# 国鉄コキ5500形貨車
国鉄コキ5500形貨車（こくてつコキ5500がたかしゃ）は、国鉄が1962年（昭和37年）度から1970年（昭和45年）度にかけて製造した貨車（コンテナ車）である。旧形式名はチキ5500形（初代）である。
本形式に先立ち1959年（昭和34年）に製作されたコキ5000形（旧形式チキ5000形）についてもここで解説する。

## 概要
1931年（昭和6年）に開始された国鉄のコンテナ輸送は戦争による中断を経て、1956年（昭和31年）に再開された。これは 3 t コンテナ（3000形）を使用し、コンテナ積載対応改造のトム・トラなどの無蓋車に積載して輸送する方式で、一定の実績はあったものの、運転速度や貨物の扱い単位に改善すべき問題があった。これらの課題を解決するため、コンテナの荷重を 5 t に拡大のうえ、高速専用列車で運用する方針が決定され、新型の専用貨車が開発された。これがチキ5000形で、国鉄初のコンテナ専用貨車となった。1959年（昭和34年）11月から、コンテナ専用列車「たから号」として汐留 - 梅田間で運用を開始した。
この列車が好評であったことから、各地にコンテナ扱いの列車を拡大するために構造を一部変更して1962年（昭和37年）から製作された車両がチキ5500形（初代）である。
両形式は1965年（昭和40年）の称号規定改正でコキ5000形・コキ5500形と改称され、コキ5000形は後に改造を受け、コキ5500形に編入された。
1970年（昭和45年）までに2形式合計3,146両が製造され、各地で運用された。

## 形式別概説

### 新製車

#### チキ5000形→コキ5000形
「たから号」などの専用列車に用いるコンテナ車として製造された形式である。編成単位で運用するため手ブレーキは留置専用とされ、デッキや手すりはなく、拠点間直行輸送に適応した仕様である。最高速度は 85 km/h である。中梁を設けず、魚腹型の側枠で荷重を負担する台枠の基本構造はその後のコンテナ車に踏襲された。外部塗色は赤3号（レンガ色）である。
- 試作車（コキ5000, コキ5001）

1959年（昭和34年）3月に汽車製造でチキ5000形として落成した。一般の長物車と同様の全面板張りの床板や、下側が台形状に狭まった台枠側面の補強材形状など、特有の形態を有する。ブレーキ装置は AD 方式（積空手動切替式自動空気ブレーキ）と UC 型積空ブレーキを併用する。車端部には留置専用の手ブレーキが設置されるが、デッキ・手すりはない。台車は 85 km/h 走行用に開発された TR91 形である。コンテナ緊締装置はチキ5000に東急式、チキ5001に富士重式を搭載。また、5001は当初塗色が黒とされていた。
同時に試作された5tコンテナ（5000形）と共に同年6月から試験運用に供され、同年11月5日からコンテナ専用列車「たから号」に量産車と共に充当された。
1965年（昭和40年）にコキ5000形（コキ5000, コキ5001）に改称され、1967年（昭和42年）のデッキ取付改造によりコキ5500形（コキ6714, コキ6715）に編入された。
- 量産車（コキ5002 - コキ5056）

試作車の運用結果に基づき1959年（昭和34年）に汽車製造で55両が製造された。車体は台枠補強の形状を垂直なものに変更した。台車も改良され、量産形式の TR63 形となった。コンテナ緊締装置は作業の簡便性から東急式が採用されたが、コスト面から緊締装置をコンテナ車に、アンカーをコンテナに設置するという変更がされる事となった。
試作車の称号変更、デッキ取付改造と同時期に称号変更（コキ5002 - コキ5056）、デッキ取付改造（コキ6716 - コキ6770）を受けている。

#### チキ5500形（初代）→コキ5500形
コンテナ扱い列車の運用拡大に伴い、途中駅での連結・切り離しが発生することとなった。これらの作業を容易に行えるよう、コキ5000形の車端部を延長してデッキと手すりを設け、車上で手ブレーキを扱えるように改良した形式である。最高速度は 85 km/h、外部塗色は赤3号である。
- 初期型 （コキ5500 - コキ6473）

1962年（昭和37年）からチキ5500形として製造された。車体上にデッキを設置したため、台枠が 350 mm 延長され 17350 mm となった。ブレーキ装置はチキ5000同様、AD 方式（積空手動切替式自動空気ブレーキ）と UC 型積空ブレーキを併用していたが、昭和39年度予算車からは荷重切替を自動化した ASD 方式（積空切替式自動空気ブレーキ）に改良された。台車はブレーキ引棒を改良した TR63A 形。
1965年（昭和40年）製造の コキ5714 以降は当初からコキ5500形として落成し、既存の チキ5500 - チキ5713 も同年にコキ5500形へ改称した。1966年（昭和41年）製造の コキ6274 以降は製造工程を見直し、台枠の縦補強を片側4箇所に削減したため、外観は大きく変化している。
- 前期型（コキ6474 - コキ6713）

1966年（昭和41年）に汽車製造、日本車輌製造（輸送機工業とのグループ製作）にて製造された。手ブレーキ操作を容易にするため、台枠が 150 mm 延長され 17,500 mm となった。台枠の製造方法も一部変更されている。台車は TR63A 形、ブレーキ装置は ASD 方式である。
- 中期型 （コキ7000 - コキ8554）

1967年（昭和42年） - 1970年（昭和45年）に汽車製造、日本車輌製造（輸送機工業とのグループ製作）にて製造された、本形式で最大両数の区分である。製造工程の簡略化と軽量化のため、コキ10000系の台枠構造を採用した。このため自重は約 2 t 軽くなっている。
本グループの最終15両はブレーキ装置に ARSD 方式（中継弁付積空切替式自動空気ブレーキ）を採用し、比較試験に供するため TR211A 形台車付（コキ8540 - コキ8544）TR63B 形台車付（コキ8545 - コキ8554）の2種が製作された。これは TR63 形台車が装備する鋳鉄制輪子付両抱き式ブレーキの欠点（リンクの摩擦が大きく応答性に難あり、振動による疲労破壊の発生、など）を改善するため、複数の仕様を比較検討することが目的であった。
※後に本グループの一部は台枠を約 2 m 切り継いで延長し、コキ60000形に改造された。
- 後期型（コキ8555 - コキ8834）

比較試験の結果を踏まえ、1970年（昭和45年）に汽車製造、日本車輌製造（輸送機工業とのグループ製作）にて製作された区分である。ブレーキ装置は ARSD 方式、台車は TR211A 形の枕ばね・オイルダンパ取付方向を変更した TR216A 形を採用した。
※後にほとんどの車両がブレーキ装置を改造し、最高速度 95 km/h で走行可能な45500番台に改造された。改造の詳細については後述する。
- 8900番台（コキ8900 - コキ8939）

1970年（昭和45年）汽車製造にて製作の、本形式の最終グループである。後期型を基本に、10 t (20 ft) コンテナを積載可能とした車両である。緊締装置は車体前後に 10 t 用を合計2組、車体中央に 5 t 用を1組装備する。同様の目的で製作されたコキ19000形と異なり床面高さを下げていないため、コンテナの積載位置は前から「10 t - 5 t - 10 t」の組合せに限られる。
隅田川 - 西岡山間の「山陽ライナー」に運用する目的で製作され、海上コンテナ専用コンテナ車コキ1000形との併結で運用されたが、翌1971年（昭和46年）のコキ50000系投入に伴い、5 t (12 ft) コンテナ4個積に改造され一般の用途に転用された。

### 改造車

#### 形式内の改造
本形式の使用開始後、運用体系の変更や新技術の採用に伴う仕様変更で実施された改造のうち、大規模なものは以下のとおりである。
- コキ5000→コキ5500編入車（コキ6714 - コキ6770）

1966年（昭和41年）にコキ10000系が投入され、専用編成の用途がなくなったコキ5000形を汎用的な運用に充当するため、1967年（昭和42年）にデッキを設置する改造を実施した。車端部の台枠を切り継いで 350 mm 延長し、手すりと手ブレーキを設置した。
これにより、コキ5000形は57両全車がコキ5500形に編入された。車輛番号はコキ5500形前期型の続番である。
- 2 種 5 t (12 ft) コンテナ積載改造（25500番台）

本形式は 1種 5 t (10.8 ft) コンテナ5個積として製作されたが、コキ50000系と共に開発された 2種 5 t (12 ft) コンテナの普及に伴い、これを効率的に積載可能とする改造が1972年（昭和47年）- 1976年（昭和51年）に実施された。
改造は台枠上の緊締装置を移設し、2種 5 t (12 ft) コンテナ4個積とするもので、荷重は 34 t から 28 t に変更された。改造車の番号は「原番号+20000」の基準で付番されている。
対象の両数が多く改造未了の車両が残存したため、短期間で全車の改造が完了したコキ10000系と異なり、改造終了後の原番号への復元は行われていない。（改造未了の車両に2種12ftコンテナを積載する場合は、コンテナの左右を1マスずつ空ける形で1両最大2個積みという非効率な積み方を余儀なくされた）
- TR63形台車ブレーキ改造

中期型最終グループで実施したブレーキ装置比較試験の結果を受け、以降の車両ではこれをレジン制輪子付の片押し方式に変更したが、TR63 系台車を使用する既存のコキ5500形についても、同じ仕様のブレーキ装置に変更する改造を全車に行った。改造後の台車は側梁端部の不要部分が切り取られ、台車形式は TR63F 形とされた。車両番号の変更はない。

#### 他用途への転用改造
1971年（昭和46年）からのコキ50000系投入、コンテナ輸送の一時的な停滞などにより本形式は大量の余剰車が発生した。このため、1974年（昭和49年）から他用途に転用するための改造が実施された。改造された車両は合計551両に及ぶ。
- チキ5500形（2代）

ロングレール輸送用の長物車である。1974年（昭和49年）- 1975年（昭和50年）・1981年（昭和56年）に138両が改造された。
- ケ10形

検重車（はかり試験車）である。1976年（昭和51年）- 1977年（昭和52年）に6両 (10 - 15) が国鉄長野工場で改造された。
- チキ6000形

一般用長物車である。1978年（昭和53年）- 1982年（昭和57年）に422両が改造された。

#### 95 km/h 列車への対応改造
1985年（昭和60）年3月ダイヤ改正で 95 km/h 系コンテナ列車を増発するため、必要な車両は本形式の改造で充当した。また、JR移行直後の貨物輸送が好調に推移したことから、新系列車両投入までの過渡的な措置として同様の対応を実施している。

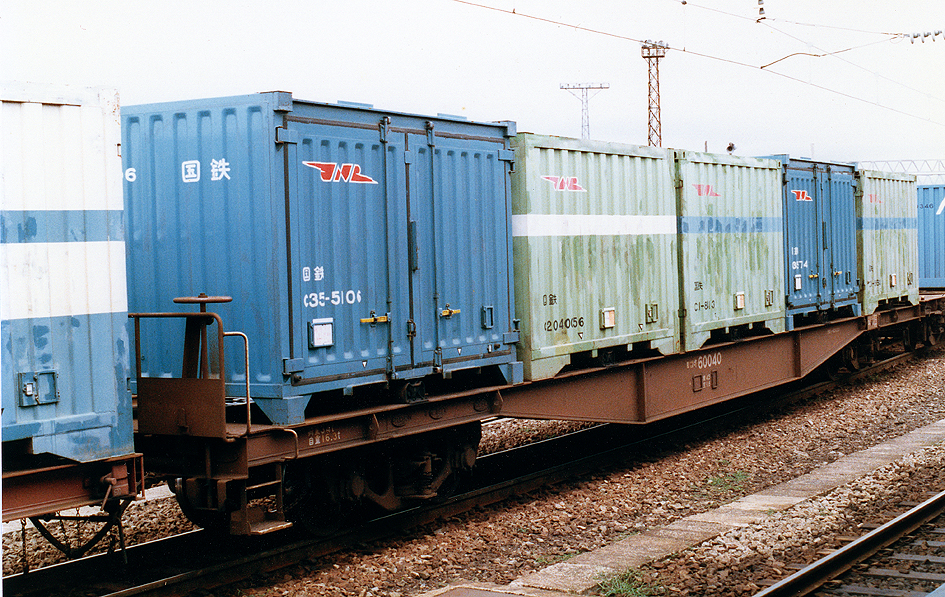
コキ60000形コキ60040（1988年、高松駅）

- コキ60000形

1984年（昭和59年）- 1985年（昭和60年）に127両（コキ60000 - コキ60126）が改造された。車体とブレーキ装置をコキ50000形と同等の仕様に改造し、コキ50000系との共通運用を可能とした。
- コキ50000系併結改造（45500番台）

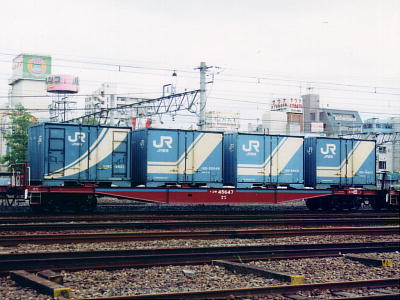
コキ5500形45500番台コキ45647（蘇我駅）

JR移行前後のコンテナ列車増発に伴うコキ50000系の不足補充のため、ブレーキ装置を改造してコキ50000系との併結運用を可能にした車両である。コキ60000形の後続対応として改造された。
TR216A 形台車を装備する後期形を種車とし、ブレーキ制御弁を A 弁から三圧式の EA 弁に取り替えた CRSD 方式（中継弁方式積空切換式自動空気ブレーキ）に改造した。台車も高速対応の TR216A-2 形に改造され、最高速度 95 km/h での走行が可能となった。
改造は1988年（昭和63年）から実施され、1990年（平成2年）までに243両が改造された。番号は落成順に45500から付番され、原番号との関連はない。外部塗色は赤3号のまま、識別のため台枠側面に 150 mm 幅の青色帯を表示する。

## 現況

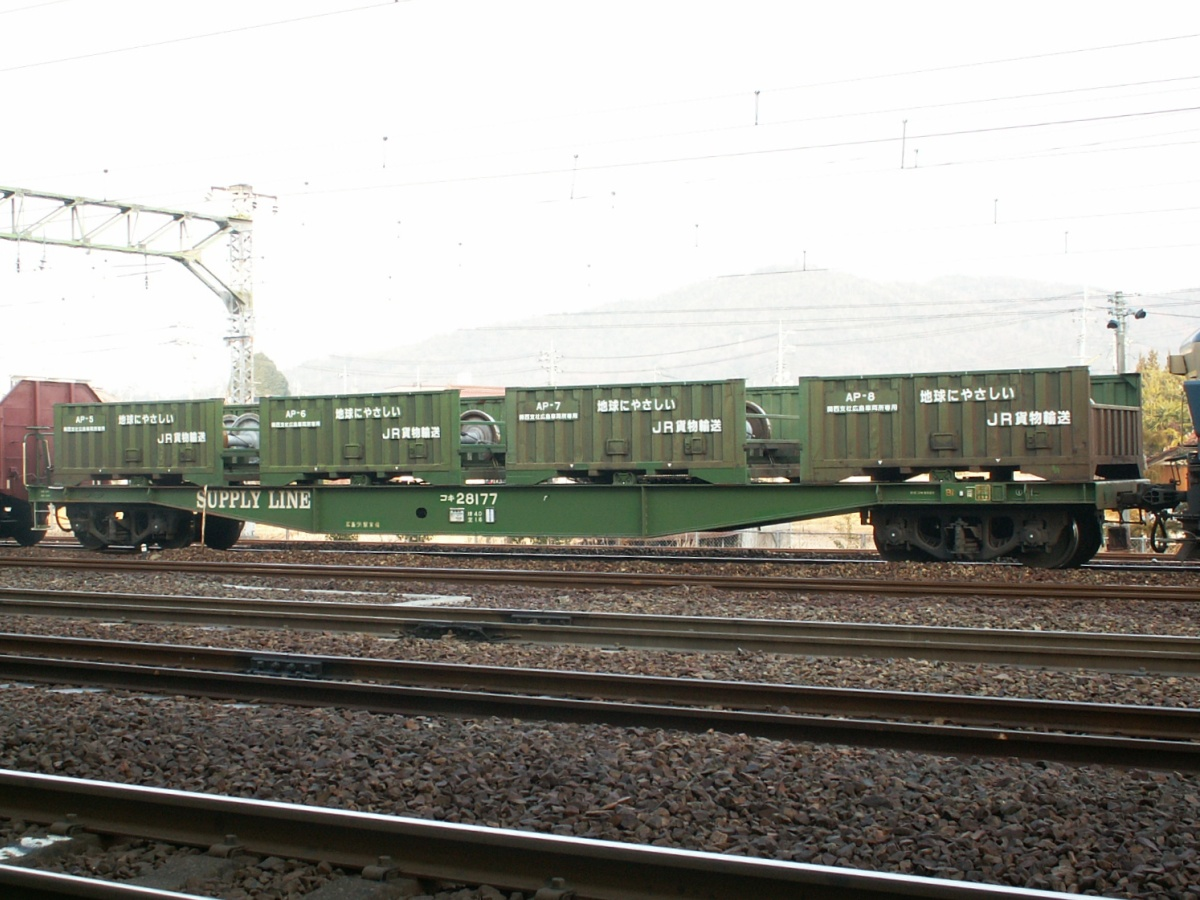
事業用品輸送に使用されていたコキ5500形コキ28177（西条駅）

本形式は幹線の拠点間輸送はもとより、入線制限を受ける線区が少なく広汎に運用できることから、支線での運用にも広く使用された。1987年（昭和62年）4月の国鉄分割民営化に際しては、2,420両が日本貨物鉄道（JR貨物）に継承された。
しかしながら、輸送規模の小さい線区ではトラックによる代行や貨物列車そのものの廃止が進み、幹線では本形式の最高速度が 85 km/h にとどまること、積載効率に劣ることなどから、JR移行後はコキ100系の投入によって急速に淘汰が進んだ。
営業運転での使用が終了しつつあった近年においては、一部の車両が車両基地周辺での配給物資輸送に用いられるのみとなっていた。2009年（平成20年）4月1日現在、営業運転での使用はなくなり、1両が在籍するのみとなっていた。